# Sabulodes aegrotata
Sabulodes aegrotata är en fjärilsart som beskrevs av Achille Guenée 1858. Sabulodes aegrotata ingår i släktet Sabulodes och familjen mätare. Inga underarter finns listade.

## Bildgalleri

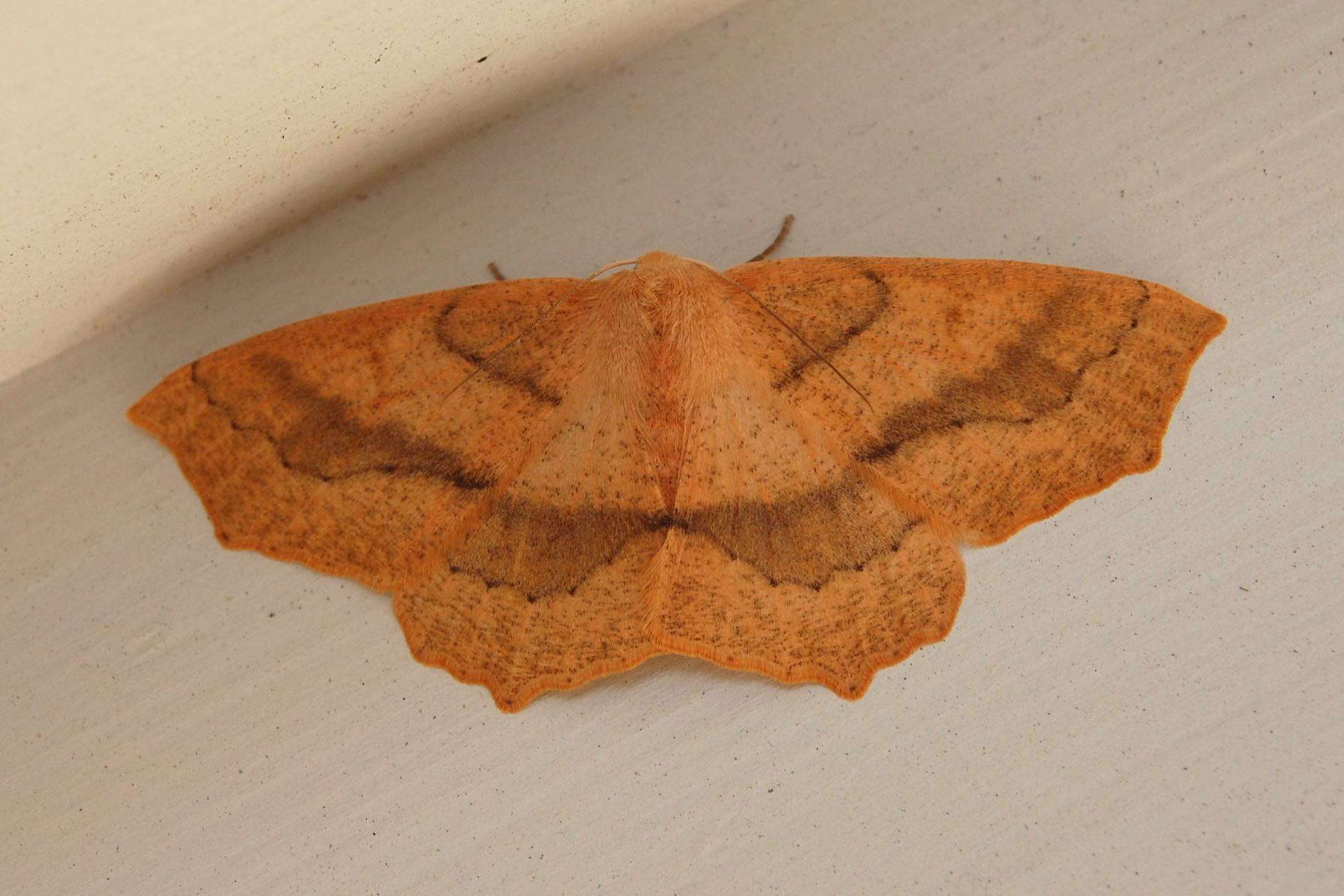